# 角田無線電機
角田無線電機株式会社（かくたむせんでんき）は東京都千代田区にある電気製品の卸売会社。

## 概要
廣瀬無線電機の創業者の弟の角田照永が同社より独立し1946年5月に角田電機商会として設立。1951年に現社名となり、翌年秋葉原に進出。以降、全国に拠点を拡大していく。
北海道から沖縄まで全国各地に拠点を持ち、一般家電から電子部品まで幅広く取り扱っている。

## 関連会社
- 東京角田株式会社（旧 角田無線電機株式会社）
- 福栄商事株式会社
- 千代田電子機器株式会社 - 1958年設立
- アイワ・ジャパン株式会社（旧 KNチヨダ株式会社、2008年設立）
- KNチヨダ株式会社（2代目、2018年設立）
- 株式会社ジェイティーエヌ

### 以前の関連会社
- 株式会社カクタ
  - かつては秋葉原で小売店のカクタ本店およびカクタX-one（エックスワン）を営業していたが、1999年にソフマップと業務提携し運営を移管した。[3][4][5]
- エーアンドエー株式会社（旧 角田電工株式会社）